# Spazio proiettivo
In geometria, lo spazio proiettivo è lo spazio ottenuto da uno spazio euclideo (ad esempio, la retta o il piano) aggiungendo i "punti all'infinito". A seconda della dimensione, si parla quindi di retta proiettiva, piano proiettivo, ecc.
Lo spazio proiettivo è stato introdotto nel XVI secolo per modellizzare lo spazio visto dall'occhio umano, negli studi sulla prospettiva. Dal punto di vista geometrico, è uno spazio che presenta numerosi vantaggi rispetto a quello euclideo o affine: nello spazio proiettivo ci sono meno "casi particolari" da considerare (ad esempio, nel piano due rette si intersecano sempre), e molti concetti profondi vengono espressi in modo più sintetico ed elegante.

## Definizioni

### Punti all'infinito
Sia {\displaystyle \mathbb {R} ^{n}} lo spazio euclideo {\displaystyle n}-dimensionale. Ad esempio, per {\displaystyle n=2} questo è semplicemente il piano cartesiano. Un "punto all'infinito" è la direzione indicata da una retta nello spazio, e da tutte le rette parallele ad essa. Quindi due rette definiscono lo stesso punto all'infinito se e solo se sono parallele.
Lo spazio proiettivo {\displaystyle n}-dimensionale è l'unione di {\displaystyle \mathbb {R} ^{n}} e di tutti i suoi "punti all'infinito".
A questo punto si possono estendere allo spazio proiettivo molti concetti geometrici usuali. Ne risulterà, ad esempio, che due rette di uno stesso piano si intersecano sempre: se hanno la stessa direzione (cioè erano parallele prima dell'ampliamento), il loro punto di intersezione è quello all'infinito.

### Rette passanti per l'origine

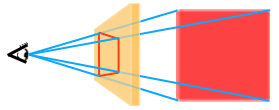
Lo spazio proiettivo è lo spazio visto da un occhio.

Una definizione come quella appena data ha però il difetto di trattare i punti all'infinito come "punti speciali", mentre la filosofia della geometria proiettiva è quella di non distinguere questi punti dagli altri in nessun modo. In effetti si può parlare sia di ampliamento proiettivo di uno spazio affine (si ottiene lo spazio proiettivo aggiungendo i punti all'infinito), oppure più facilmente si usa la seguente definizione.
Lo spazio proiettivo {\displaystyle n}-dimensionale è definito come l'insieme delle rette in {\displaystyle \mathbb {R} ^{n+1}} passanti per l'origine.
Intuitivamente, è lo spazio che vede un occhio posizionato nell'origine. Questa definizione descrive chiaramente le relazioni con la prospettiva.

### Campo arbitrario
Le definizioni appena date possono essere estese al caso in cui lo spazio di partenza sia uno spazio vettoriale su un campo {\displaystyle K} arbitrario, come ad esempio quello dei numeri reali o complessi. Questa estensione è utile, perché molti teoremi di geometria proiettiva sono più potenti ed eleganti se il campo base è algebricamente chiuso come i complessi.
Lo spazio proiettivo {\displaystyle n}-dimensionale su {\displaystyle K} è definito come l'insieme delle rette passanti per l'origine in {\displaystyle K^{n+1}}. Cioè,
{\displaystyle \mathbb {P} ^{n}(K)={\frac {K^{n+1}\setminus \{0\}}{\sim }}}
dove {\displaystyle \sim } è la relazione d'equivalenza che identifica due punti se e solo se stanno sulla stessa retta passante per l'origine, cioè se e solo se sono multipli:
{\displaystyle v\sim w\Longleftrightarrow v=kw} per qualche {\displaystyle k\in K,k\neq 0}.
Ad esempio, {\displaystyle (1,2,-3)} e {\displaystyle (-2,-4,6)} sono multipli e danno quindi luogo allo stesso punto.
Nel resto di questa voce lo spazio proiettivo è supposto definito in questo modo, dipendente da un campo {\displaystyle K}.

### Invarianti
Le omografie sono il gruppo fondamentale della geometria proiettiva.
Sono proprietà proiettive:
- essere sottospazi lineari aventi una certa dimensione,
- le proprietà di incidenza,
- il birapporto di quattro punti.

L'assoluto è il cerchio immaginario all'infinito, in coordinate omogenee {\displaystyle x_{1}^{2}+x_{2}^{2}+x_{3}^{2}=0,x_{4}=0}, cioè il luogo dei punti ciclici per cui passano tutte e sole le sfere (superfici quadriche sferiche) dello spazio proiettivo.

## Sottospazi

### Definizione
Poiché uno spazio proiettivo è l'immagine di uno spazio vettoriale tramite la proiezione
{\displaystyle p:K^{n+1}\to \mathbb {P} ^{n}(K)}
indotta dalla relazione di equivalenza, molte nozioni degli spazi vettoriali si trasferiscono senza problemi sullo spazio proiettivo.
Un sottospazio proiettivo di {\displaystyle \mathbb {P} ^{n}(K)} è definito come l'immagine {\displaystyle p(W)} di un sottospazio vettoriale {\displaystyle W} di {\displaystyle K^{n+1}} tramite {\displaystyle p}.
La dimensione del sottospazio proiettivo {\displaystyle p(W)} è definita come 
{\displaystyle \dim p(W)=\dim W-1.}
In geometria, la codimensione di un sottospazio è generalmente definita come la dimensione dello spazio che lo contiene meno quella del sottospazio: ne segue che {\displaystyle W} e {\displaystyle p(W)} hanno la stessa codimensione
{\displaystyle {\rm {codim\,}}W=n+1-\dim W=n-\dim p(W)={\rm {codim\,}}p(W).}
Un iperpiano proiettivo è un sottospazio di codimensione uno.
Dati due sottospazi {\displaystyle S} e {\displaystyle T}, è possibile definire i sottospazi intersezione e somma in modo analogo, come immagini tramite {\displaystyle p} dei sottospazi intersezione e somma in {\displaystyle K^{n+1}}.

### Formula di Grassmann
Una delle proprietà basilari valide in uno spazio proiettivo, ereditata dagli spazi vettoriali, ma che non è valida in uno spazio affine, è la formula di Grassmann per i sottospazi. Dati due sottospazi {\displaystyle S} e {\displaystyle T}, vale cioè l'uguaglianza
{\displaystyle \dim(S+T)=\dim S+\dim T-\dim(S\cap T)}
dove si intende che il punto ha dimensione 0 (come sempre) e l'insieme vuoto ha dimensione {\displaystyle -1}.

### Rette parallele
Come conseguenza della formula di Grassmann, due rette nel piano si intersecano sempre. Infatti
{\displaystyle \dim(S\cap T)=\dim S+\dim T-\dim(S+T)=1+1-\dim(S+T)\geq 0}
poiché {\displaystyle S+T} ha dimensione al più 2 (ogni sottospazio del piano ha dimensione al massimo 2, e 2 solo se è tutto il piano).

## Coordinate omogenee e carte affini

### Coordinate omogenee
Ogni punto dello spazio proiettivo è una classe di equivalenza di punti in {\displaystyle K^{n+1}}. Come è usuale in matematica, una classe di equivalenza viene descritta tra parentesi quadre: in questo modo,
{\displaystyle [(x_{0},\ldots ,x_{n})]}
definisce la classe a cui appartiene il vettore {\displaystyle (x_{0},\ldots ,x_{n})}. Per brevità, tale classe si indica con
{\displaystyle [x_{0},\ldots ,x_{n}].}
Questa espressione fra parentesi quadre definisce le coordinate omogenee del punto. Due vettori di coordinate determinano la stessa classe (cioè lo stesso punto)
{\displaystyle [x_{0},\ldots ,x_{n}]=[y_{0},\ldots ,y_{n}]}
se e solo se sono uno multipli dell'altro, cioè se esiste un {\displaystyle k} in {\displaystyle K} tale che {\displaystyle y_{i}=kx_{i}} per ogni {\displaystyle i}.

### Punti impropri
Con le coordinate omogenee è possibile recuperare la definizione originaria di spazio proiettivo come spazio affine a cui si aggiungono dei punti. Basta definire {\displaystyle E} come il sottoinsieme formato dai punti  {\displaystyle [x_{0},\ldots ,x_{n}]} tali che {\displaystyle x_{0}\neq 0}. Ogni punto in {\displaystyle E} si scrive come
{\displaystyle [1,x_{1},\ldots ,x_{n}]}
in modo univoco, e quindi tramite la funzione
{\displaystyle [1,x_{1},\ldots ,x_{n}]\mapsto (x_{1},\ldots ,x_{n})}
definiamo una corrispondenza biunivoca tra {\displaystyle E} e lo spazio affine {\displaystyle K^{n}}. I punti dello spazio proiettivo che non sono in {\displaystyle E} hanno in questo contesto il ruolo dei "punti all'infinito". Ciascuno di questi punti è del tipo
{\displaystyle [0,x_{1},\ldots ,x_{n}]}
e la funzione
{\displaystyle [0,x_{1},\ldots ,x_{n}]\mapsto [x_{1},\ldots ,x_{n}]}
definisce una corrispondenza biunivoca tra i punti all'infinito e lo spazio proiettivo {\displaystyle \mathbb {P} ^{n-1}(K)} di dimensione più piccola di uno. Quindi i "punti all'infinito" ad esempio del piano proiettivo formano una retta proiettiva, detta retta all'infinito o retta impropria. In dimensione arbitraria, si parla di iperpiano improprio.

### Carte e atlante
La stessa descrizione è fattibile per ogni {\displaystyle i=0,\ldots ,n} definendo {\displaystyle E_{i}} come l'insieme dei punti la cui {\displaystyle i}-esima coordinata è non nulla. Per ogni {\displaystyle i} si ottiene quindi un differente iperpiano improprio, e una differente carta affine {\displaystyle E_{i}}.
Il nome "carta" deriva dalla proprietà seguente: l'unione degli {\displaystyle E_{i}} è tutto lo spazio, quindi le carte "ricoprono" tutto lo spazio proiettivo, mentre ciascuna di esse ne descrive solo una parte, proprio come le carte geografiche.
Agli {\displaystyle E_{i}} possono essere associate le mappe {\displaystyle f_{i}:E_{i}\to \mathbb {R} ^{n}}, che rendono {\displaystyle \mathbb {P} ^{n+1}} una varietà differenziabile. L'insieme delle coppie
{\displaystyle \{(E_{0},f_{0}),\ldots ,(E_{n},f_{n})\}}
è detto atlante affine.
Le mappe {\displaystyle f_{i}} sono, banalmente, le affinizzazioni degli {\displaystyle E_{i}}: ad esempio, il punto {\displaystyle (x_{0}:x_{1}:...:x_{n+1})\in E_{0}}, viene mandato tramite {\displaystyle f_{0}}  in {\displaystyle (x_{1}/x_{0},x_{2}/x_{0},...,x_{n+1}/x_{0})\in \mathbb {R} ^{n}}

## Definizione più astratta
Lo spazio proiettivo può essere definito in modo analogo a partire da un qualsiasi spazio vettoriale {\displaystyle V} su un campo {\displaystyle K}:
Lo spazio proiettivo associato a {\displaystyle V} è definito come l'insieme delle rette passanti per l'origine in {\displaystyle V}. Cioè,
{\displaystyle \mathbb {P} (V)={\frac {V\setminus \{0\}}{\sim }}}
dove 
{\displaystyle v\sim w\Longleftrightarrow v=kw} per qualche {\displaystyle k\in K,k\neq 0}.
In questo contesto, la definizione data precedentemente corrisponde al caso in cui {\displaystyle V=K^{n}}. In generale, lo spazio {\displaystyle V} può avere anche dimensione infinita.
Esiste uno strumento simile alle basi che permette di assegnare ad ogni punto di {\displaystyle \mathbb {P} (V)} delle coordinate omogenee, nel caso in cui {\displaystyle V} abbia dimensione finita {\displaystyle n}. Come per gli spazi vettoriali, non esiste un modo univoco di assegnare tali coordinate: queste dipendono dalla scelta di un riferimento proiettivo, l'analogo proiettivo delle basi.